# Adesso tu
«Adesso tu» (с итал. — «А теперь ты») — сингл известного итальянского певца и композитора Эроса Рамаццотти, который был выпущен в «1986 году в альбоме Nuovi eroi».

## Описание
Именно с данной песней Эрос Рамаццотти выиграл конкурс «Сан-Ремо» в 1986 году. Песня возглавила хит-парады Италии, Австрии и Швейцарии.
Позже, в альбом «Nuovi eroi» была включена более продолжительная версия песни — альбомная версия дольше сингла на одну минуту пять секунд (дополнительные инструментальные проигрыши).
«Adesso tu» была включена в сборник лучших хитов — «Eros» 1997 года (в новой версии), и в сборник «e²» 2007 года.

## Список композиций
1. Adesso tu (3:59)
2. Un nuovo amore (4:10)